# Markus Anfang
Markus Anfang (Colonia, 12 giugno 1974) è un allenatore di calcio ed ex calciatore tedesco, di ruolo centrocampista.

## Palmarès

### Giocatore

#### Competizioni nazionali
- Campionato austriaco: 3

Tirol Innsbruck: 1999-2000, 2000-2001, 2001-2002

### Allenatore

#### Competizioni nazionali
- Campionato tedesco di seconda divisione: 1

Colonia: 2018-2019